# Andainville
Andainville är en kommun i departementet Somme i regionen Hauts-de-France i norra Frankrike. Kommunen ligger i kantonen Oisemont som tillhör arrondissementet Abbeville. År 2022 hade Andainville 244 invånare.

## Befolkningsutveckling
Antalet invånare i kommunen Andainville
| Referens: INSEE |